# Ministério do Trabalho e Segurança Social

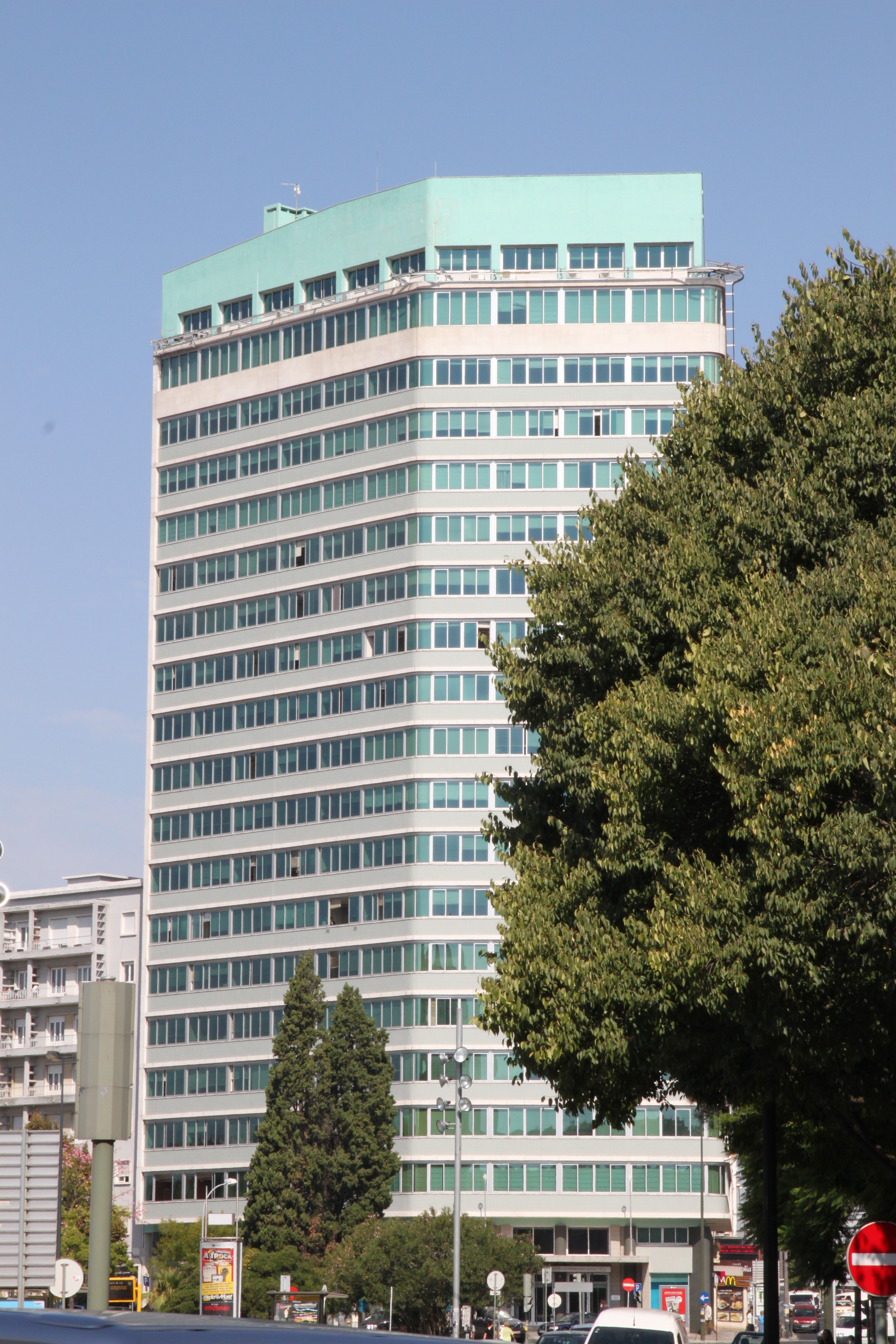
Edifício do Ministério do Trabalho e Segurança Social

O Ministério do Trabalho e Segurança Social foi a designação de um departamento dos IX e X Governos Constitucionais de Portugal.

## Ministros
Os titulares do cargo de ministro do Trabalho e Segurança Social foram:
| Período     | Ministro           | Governo                   |
| ----------- | ------------------ | ------------------------- |
| 1983 – 1985 | Amândio de Azevedo | IX Governo Constitucional |
| 1985 – 1987 | Luís Mira Amaral   | X Governo Constitucional  |